# Judo ai Giochi della XVIII Olimpiade - Open maschile
La competizione della categoria Open di Judo ai Giochi della XVIII Olimpiade si è svolta il giorno 23 ottobre 1964 alla arena Nippon Budokan a  Tokyo.

## Formula torneo
Nel turno preliminare i 9 judoka sono stati divisi in tre gironi. I vincitori sono stati ammessi direttamente alle semifinali, i secondi classificati sono stati ammessi a un girone di recupero per determinare la quarta semifinalista. Ai perdenti della semifinale è stata assegnata la medaglia di bronzo.

### Turno preliminare

#### Gruppo 1
| Vincitore     | Sconfitto         | Risultato          |
| ------------- | ----------------- | ------------------ |
| Anton Geesink | Alan Petherbridge | Haraitsurikomiashi |
| Anton Geesink | Akio Kaminaga     | Kinsa              |
| Akio Kaminaga | Alan Petherbridge | Ouchigari          |

| Atleta            | Vittorie |
| ----------------- | -------- |
| Anton Geesink     | 2        |
| Akio Kaminaga     | 1        |
| Alan Petherbridge | 0        |

#### Gruppo 2
| Vincitore       | Sconfitto    | Risultato  |
| --------------- | ------------ | ---------- |
| Ted Boronovskis | John Ryan    | Haraigoshi |
| Ted Boronovskis | Ali Hachicha | Hanegoshi  |
| John Ryan       | Ali Hachicha | Awasewaza  |

| Atleta          | Vittorie |
| --------------- | -------- |
| Ted Boronovskis | 2        |
| John Ryan       | 1        |
| Ali Hachicha    | 0        |

#### Gruppo 3
| Vincitore    | Sconfitto    | Risultato  |
| ------------ | ------------ | ---------- |
| Ben Campbell | Thomas Ong   | Haraigoshi |
| Klaus Glahn  | Thomas Ong   | Hanegoshi  |
| Klaus Glahn  | Ben Campbell | Per ritiro |

| Atleta       | Vittorie |
| ------------ | -------- |
| Klaus Glahn  | 2        |
| Ben Campbell | 1        |
| Thomas Ong   | 0        |

### Turno di recupero
| Vincitore     | Sconfitto  | Risultato |
| ------------- | ---------- | --------- |
| Akio Kaminaga | John Ryan  | Awasewaza |
| John Ryan     | Thomas Ong | Uchimata  |
| Akio Kaminaga | Thomas Ong | Taiotoshi |

| Atleta        | Vittorie |
| ------------- | -------- |
| Akio Kaminaga | 2        |
| John Ryan     | 1        |
| Thomas Ong    | 0        |

### Semifinali
| Vincitore     | Sconfitto       | Risultato          |
| ------------- | --------------- | ------------------ |
| Anton Geesink | Ted Boronovskis | Sasaetsurikomiashi |
| Akio Kaminaga | Klaus Glahn     | Taiotoshi          |

### Finale
| Vincitore     | Sconfitto     | Risultato  |
| ------------- | ------------- | ---------- |
| Anton Geesink | Akio Kaminaga | Kesagatame |

## Classifica Finale
| Pos.    | Atleta            | Nazione       |
| ------- | ----------------- | ------------- |
| Oro     | Anton Geesink     | Paesi Bassi   |
| Argento | Akio Kaminaga     | Giappone      |
| Bronzo  | Klaus Glahn       | Germania      |
| Bronzo  | Ted Boronovskis   | Australia     |
| 5       | John Ryan         | Irlanda       |
| 6       | Ben Campbell      | Stati Uniti   |
| 7       | Thomas Ong        | Filippine     |
| 7       | Alan Petherbridge | Gran Bretagna |
| 7       | Ali Hachicha      | Tunisia       |